# Stedum

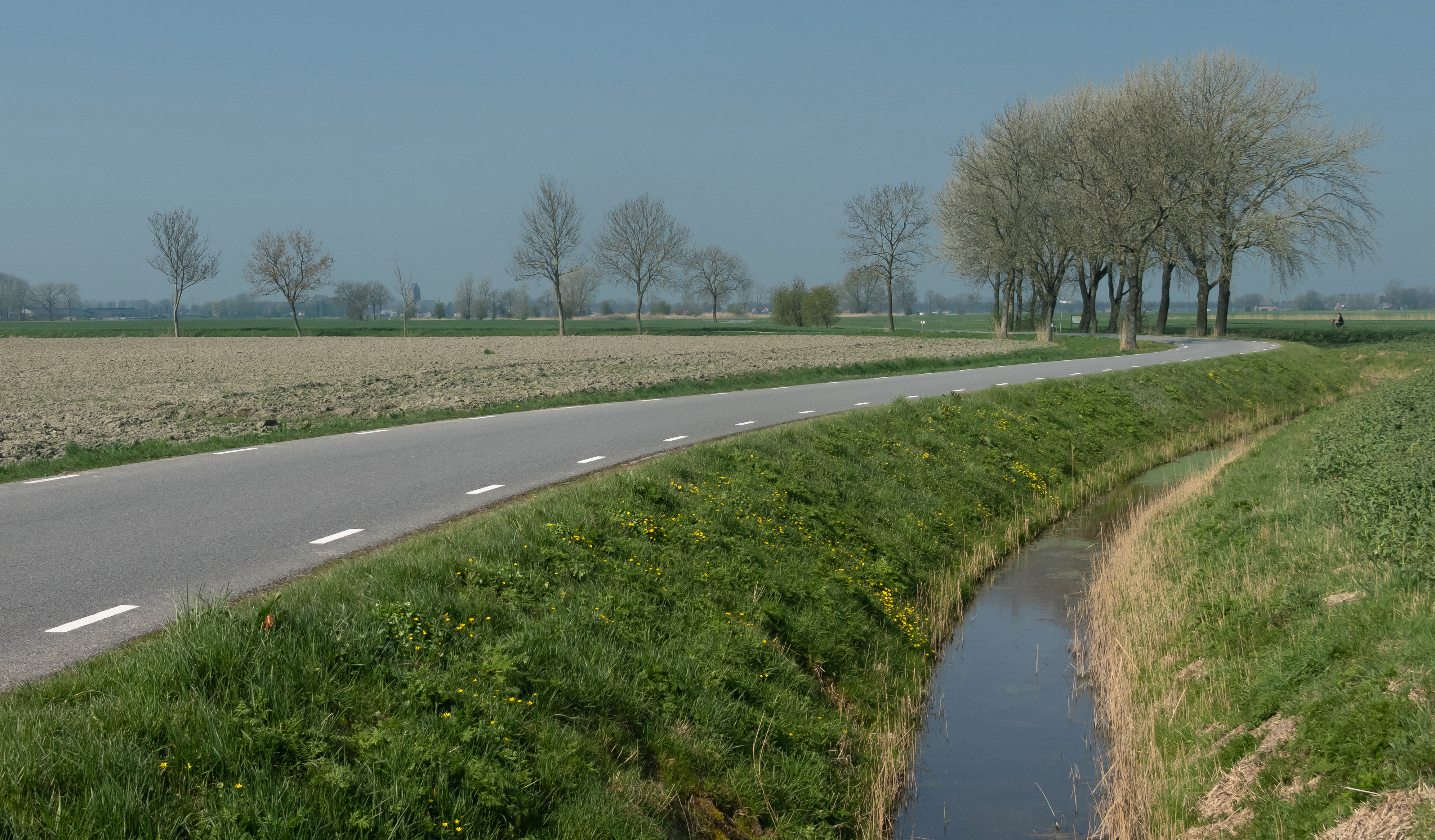
Panorama de la rue Delleweg

Stedum est un village qui fait partie de la commune de Loppersum dans la province néerlandaise de Groningue.
Le 1er janvier 1990, la commune indépendante de Stedum est supprimée et rattachée à Loppersum.

## Personnalités liées à Stedum
- Derk Bonthuis (1744-1812), homme politique néerlandais.